# Byarums pastorat
Byarums pastorat är ett pastorat i Östbo-Västbo kontrakt i Växjö stift i Vaggeryds kommun i Jönköpings län. 
Pastoratet bildades 1981 och består av följande församlingar::
- Byarum-Bondstorps församling
- Svenarums församling

Pastoratskod är 060916.